# دادرحمان بازار (پلان)

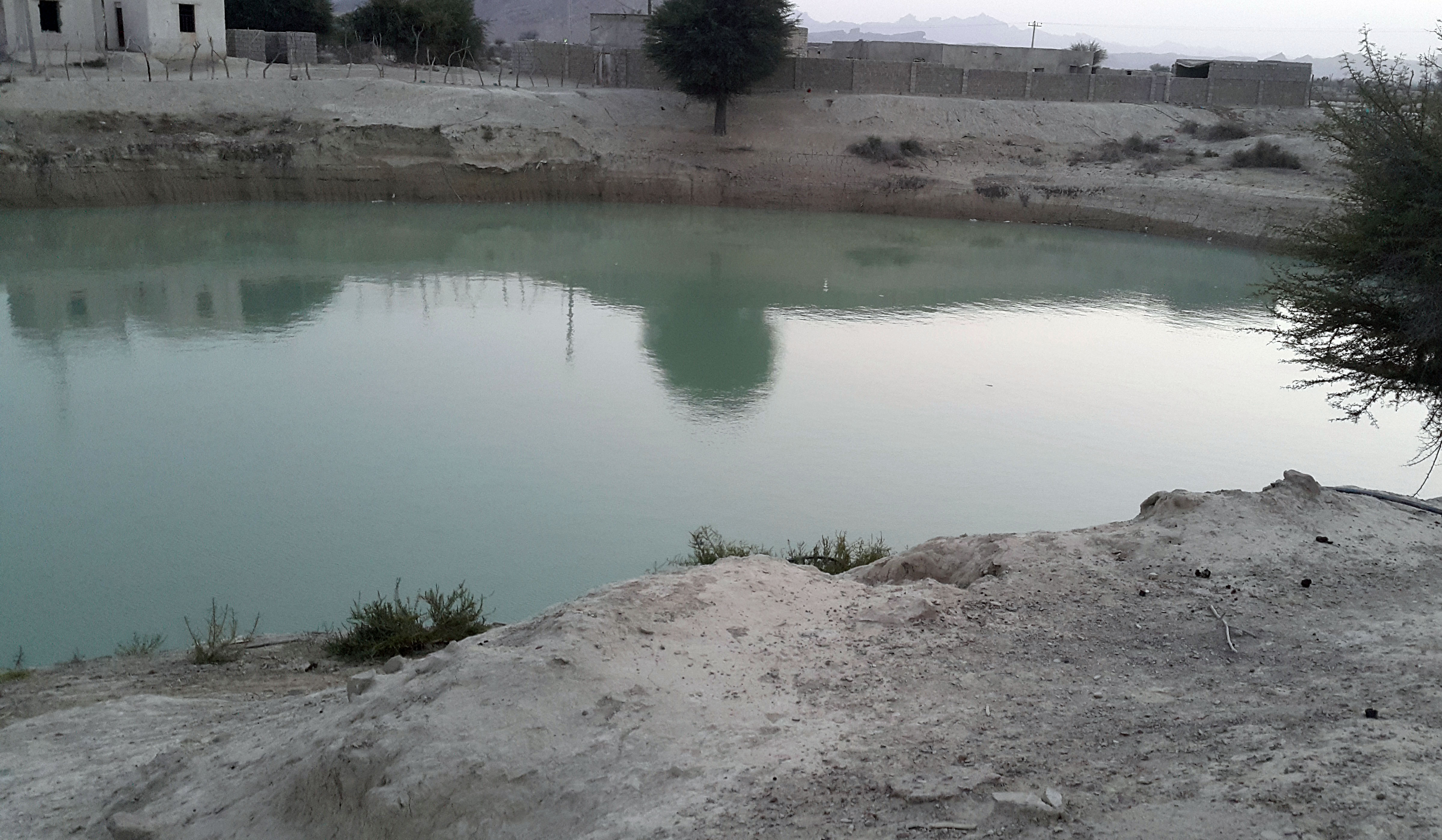
هوتِگ یا هوتَک نام گودال مصنوعی و یا طبیعی نسبتاً بزرگی است که آب حاصل از بارندگی‌ها در آن هدایت و جمع‌آوری‌شده و در طول سال به مصارف آشامیدنی انسان و حیوانات اهلی و وحشی می‌رسد، این گودال در زبان بلوچی در منطقه بلوچستان به هوتِگ مشهور است.‌ اما الان بیشتر برای درختان و احشام استفاده می شود.

دادرحمان بازار ، روستایی در دهستان پلان بخش پلان شهرستان چابهار در استان سیستان و بلوچستان ایران است.

## جمعیت
بر پایه سرشماری عمومی نفوس و مسکن در سال ۱۳۹۵، جمعیت این روستا برابر با ۲۳۴ نفر (۶۲ خانوار) بوده‌است.